# Чемпионат мира по биатлону 2015
49-й чемпионат мира по биатлону прошёл в финском городе Контиолахти с 5 по 15 марта 2015 года. Предыдущий чемпионат в этом городе был проведён в 1999 году, но тогда он был частично сорван из-за сильных морозов.

## Общая информация
28-летняя француженка Мари Дорен-Абер выиграла первое в карьере золото чемпионата мира менее чем через 6 месяцев после рождения ребёнка.
29-летний Натан Смит, сенсационно выиграв серебро в спринте, стал первым в истории представителем Канады, выигравшим медаль на чемпионатах мира по биатлону среди мужчин (в 1993 году Мириам Бедар выиграла две первые и пока последние в истории «женские» медали чемпионатов мира по биатлону для Канады).
В итоге Мари Дорен-Абер стала самой титулованной спортсменкой чемпионата выиграв два личных золота и две серебряные медали в эстафетных гонках. У мужчин больше всех медалей — пять завоевал норвежец Тарьей Бё, однако из них 4 — бронзовые и одна серебряная в эстафете. Фаворит женской части чемпионата — лидер общего зачёта Кубка мира Дарья Домрачева из Беларуси не смогла выиграть ни одной медали.
В составе женской сборной Франции серебро в эстафете выиграла 18-летняя Жюстин Брезаз (род. 4 июля 1996 года), став одной из самых юных призёров чемпионатов мира в истории биатлона. Напротив, в составе мужской сборной Норвегии серебро в эстафете выиграл 41-летний Уле-Эйнар Бьёрндален, который впервые стал призёром чемпионата мира в 1997 году, когда Бреза было меньше года. Для Бьёрндалена эта медаль стала уже 40-й в карьере на чемпионатах мира, что является абсолютным рекордом среди биатлонистов.
Две пары братьев стояли вместе на подиуме: норвежцы Тарьей Бё и Йоханнес Тиннес Бё — в спринте и двух эстафетах, а также французы Мартен Фуркад и Симон Фуркад — в мужской эстафете.

## Программа
Было разыграно 11 комплектов медалей, по 5 у мужчин и женщин в спринте, преследовании, масс-старте, индивидуальной гонке, эстафете и один комплект медалей в смешанной эстафете.

## Расписание соревнований
Время начала соревнований указано CET (МСК = CET + 01:00).
| Дата     | Время         | Дисциплина                            |
| -------- | ------------- | ------------------------------------- |
| 5 марта  | 18:15 (19:15) | Смешанная эстафета, 2×6 км + 2×7,5 км |
| 7 марта  | 14:00 (15:00) | Мужчины, спринт 10 км                 |
| 7 марта  | 17:30 (18:30) | Женщины, спринт 7,5 км                |
| 8 марта  | 14:15 (15:15) | Мужчины, гонка преследования 12,5 км  |
| 8 марта  | 17:00 (18:00) | Женщины, гонка преследования 10 км    |
| 11 марта | 18:15 (19:15) | Женщины, индивидуальная гонка 15 км   |
| 12 марта | 18:15 (19:15) | Мужчины, индивидуальная гонка 20 км   |
| 13 марта | 18:15 (19:15) | Женщины, эстафета 4×6 км              |
| 14 марта | 17:30 (18:30) | Мужчины, эстафета 4×7,5 км            |
| 15 марта | 14:30 (15:30) | Женщины, масс-старт 12,5 км           |
| 15 марта | 17:15 (18:15) | Мужчины, масс-старт 15 км             |

## Медальная таблица
| Место | Страна    | Золото | Серебро | Бронза | Всего |
| ----- | --------- | ------ | ------- | ------ | ----- |
| 1     | Франция   | 3      | 2       | 1      | 6     |
| 2     | Германия  | 3      | 2       | 0      | 5     |
| 3     | Норвегия  | 1      | 2       | 4      | 7     |
| 4     | Чехия     | 1      | 2       | 1      | 4     |
| 5     | Россия    | 1      | 1       | 0      | 2     |
| 6     | Украина   | 1      | 0       | 1      | 2     |
| 7     | Словения  | 1      | 0       | 0      | 1     |
| 8     | Польша    | 0      | 1       | 1      | 2     |
| 9     | Канада    | 0      | 1       | 0      | 1     |
| 10    | Италия    | 0      | 0       | 2      | 2     |
| 11    | Финляндия | 0      | 0       | 1      | 1     |
| Всего | Всего     | 11     | 11      | 11     | 33    |

### Спортсмены
| С учётом всех гонок | С учётом всех гонок        | С учётом всех гонок | С учётом всех гонок | С учётом всех гонок | С учётом всех гонок |
| Место               | Спортсмен                  |                     |                     |                     | Всего               |
| ------------------- | -------------------------- | ------------------- | ------------------- | ------------------- | ------------------- |
| 1                   | Мари Дорен-Абер            | 2                   | 2                   | 0                   | 4                   |
| 2                   | Эрик Лессер                | 2                   | 0                   | 0                   | 2                   |
| 3-5                 | Йоханнес Тиннес Бё         | 1                   | 1                   | 1                   | 3                   |
| 3-5                 | Мартен Фуркад              | 1                   | 1                   | 1                   | 3                   |
| 3-5                 | Ондржей Моравец            | 1                   | 1                   | 1                   | 3                   |
| 6-8                 | Габриэла Соукалова         | 1                   | 1                   | 0                   | 2                   |
| 6-8                 | Лаура Дальмайер            | 1                   | 1                   | 0                   | 2                   |
| 6-8                 | Франциска Пройс            | 1                   | 1                   | 0                   | 2                   |
| 9                   | Валя Семеренко             | 1                   | 0                   | 1                   | 2                   |
| 10-18               | Вероника Виткова           | 1                   | 0                   | 0                   | 1                   |
| 10-18               | Михал Шлезингр             | 1                   | 0                   | 0                   | 1                   |
| 10-18               | Екатерина Юрлова           | 1                   | 0                   | 0                   | 1                   |
| 10-18               | Франциска Хильдебранд      | 1                   | 0                   | 0                   | 1                   |
| 10-18               | Ванесса Хинц               | 1                   | 0                   | 0                   | 1                   |
| 10-18               | Даниэль Бём                | 1                   | 0                   | 0                   | 1                   |
| 10-18               | Арнд Пайффер               | 1                   | 0                   | 0                   | 1                   |
| 10-18               | Симон Шемпп                | 1                   | 0                   | 0                   | 1                   |
| 10-18               | Яков Фак                   | 1                   | 0                   | 0                   | 1                   |
| 19-20               | Анэис Бескон               | 0                   | 2                   | 0                   | 2                   |
| 19-20               | Эмиль-Хегле Свендсен       | 0                   | 2                   | 0                   | 2                   |
| 21                  | Тарьей Бё                  | 0                   | 1                   | 4                   | 5                   |
| 22-23               | Вероника Новаковска-Жемняк | 0                   | 1                   | 1                   | 2                   |
| 22-23               | Жан-Гийом Беатрикс         | 0                   | 1                   | 1                   | 2                   |
| 24-28               | Натан Смит                 | 0                   | 1                   | 0                   | 1                   |
| 24-28               | Антон Шипулин              | 0                   | 1                   | 0                   | 1                   |
| 24-28               | Энора Латюльер             | 0                   | 1                   | 0                   | 1                   |
| 24-28               | Жюстин Брезаз              | 0                   | 1                   | 0                   | 1                   |
| 24-28               | Уле-Эйнар Бьёрндален       | 0                   | 1                   | 0                   | 1                   |
| 29                  | Карин Оберхофер            | 0                   | 0                   | 2                   | 2                   |
| 30-37               | Тириль Экхофф              | 0                   | 0                   | 1                   | 1                   |
| 30-37               | Фанни Велле-Странд Хурн    | 0                   | 0                   | 1                   | 1                   |
| 30-37               | Кайса Мякяряйнен           | 0                   | 0                   | 1                   | 1                   |
| 30-37               | Лиза Витоцци               | 0                   | 0                   | 1                   | 1                   |
| 30-37               | Николь Гонтье              | 0                   | 0                   | 1                   | 1                   |
| 30-37               | Доротея Вирер              | 0                   | 0                   | 1                   | 1                   |
| 30-37               | Симон Фуркад               | 0                   | 0                   | 1                   | 1                   |
| 30-37               | Кантен Фийон Майе          | 0                   | 0                   | 1                   | 1                   |

| Без учёта эстафетных гонок | Без учёта эстафетных гонок | Без учёта эстафетных гонок | Без учёта эстафетных гонок | Без учёта эстафетных гонок | Без учёта эстафетных гонок |
| -------------------------- | -------------------------- | -------------------------- | -------------------------- | -------------------------- | -------------------------- |
|                            |                            |                            |                            |                            |                            |
| Место                      | Страна                     |                            |                            |                            | Всего                      |
| 1                          | Мари Дорен-Абер            | 2                          | 0                          | 0                          | 2                          |
| 2                          | Валя Семеренко             | 1                          | 0                          | 1                          | 2                          |
| 3-7                        | Йоханнес Тиннес Бё         | 1                          | 0                          | 0                          | 1                          |
| 3-7                        | Эрик Лессер                | 1                          | 0                          | 0                          | 1                          |
| 3-7                        | Екатерина Юрлова           | 1                          | 0                          | 0                          | 1                          |
| 3-7                        | Мартен Фуркад              | 1                          | 0                          | 0                          | 1                          |
| 3-7                        | Яков Фак                   | 1                          | 0                          | 0                          | 1                          |
| 8-9                        | Вероника Новаковска-Жемняк | 0                          | 1                          | 1                          | 2                          |
| 8-9                        | Ондржей Моравец            | 0                          | 1                          | 1                          | 2                          |
| 10-15                      | Натан Смит                 | 0                          | 1                          | 0                          | 1                          |
| 10-15                      | Антон Шипулин              | 0                          | 1                          | 0                          | 1                          |
| 10-15                      | Лаура Дальмайер            | 0                          | 1                          | 0                          | 1                          |
| 10-15                      | Габриэла Соукалова         | 0                          | 1                          | 0                          | 1                          |
| 10-15                      | Эмиль-Хегле Свендсен       | 0                          | 1                          | 0                          | 1                          |
| 10-15                      | Франциска Пройс            | 0                          | 1                          | 0                          | 1                          |
| 16                         | Тарьей Бё                  | 0                          | 0                          | 3                          | 3                          |
| 17-18                      | Кайса Мякяряйнен           | 0                          | 0                          | 1                          | 1                          |
| 17-18                      | Карин Оберхофер            | 0                          | 0                          | 1                          | 1                          |

## Призёры

### Мужчины
| Дисциплина                  | Золото                                                            | Золото            | Серебро                                                                                 | Серебро         | Бронза                                                                          | Бронза          |
| --------------------------- | ----------------------------------------------------------------- | ----------------- | --------------------------------------------------------------------------------------- | --------------- | ------------------------------------------------------------------------------- | --------------- |
| Индивидуальная гонка 20 км  | Мартен Фуркад Франция                                             | 47:29,4 (0+1+0+0) | Эмиль Хегле Свендсен Норвегия                                                           | +20,9 (0+0+0+0) | Ондржей Моравец Чехия                                                           | +40,5 (0+1+0+0) |
| Спринт 10 км                | Йоханнес Тиннес Бё Норвегия                                       | 24:12,8 (0+1)     | Натан Смит Канада                                                                       | +12,1 (0+1)     | Тарьей Бё Норвегия                                                              | +25,3 (0+0)     |
| Гонка преследования 12,5 км | Эрик Лессер Германия                                              | 30:47,9 (0+0+0+0) | Антон Шипулин Россия                                                                    | +17,0 (0+1+0+0) | Тарьей Бё Норвегия                                                              | +18,7 (0+0+1+0) |
| Масс-старт 15 км            | Яков Фак Словения                                                 | 36:24,9 (0+0+1+0) | Ондржей Моравец Чехия                                                                   | + 1.0 (1+0+0+0) | Тарьей Бё Норвегия                                                              | + 3,7 (0+0+1+0) |
| Эстафета 4×7,5 км           | Германия · Эрик Лессер · Даниель Бём · Арнд Пайффер · Симон Шемпп | 1:13:49,5 (0+3)   | Норвегия · Уле-Эйнар Бьёрндален · Тарьей Бё · Йоханнес Тиннес Бё · Эмиль Хегле Свендсен | +15,4 (0+6)     | Франция · Симон Фуркад · Жан-Гийом Беатрикс · Кантен Фийон Майе · Мартен Фуркад | +33,6 (0+4)     |

### Женщины
| Дисциплина                 | Золото                                                                              | Золото            | Серебро                                                                   | Серебро         | Бронза                                                                   | Бронза          |
| -------------------------- | ----------------------------------------------------------------------------------- | ----------------- | ------------------------------------------------------------------------- | --------------- | ------------------------------------------------------------------------ | --------------- |
| Индивидуальная гонка 15 км | Екатерина Юрлова Россия                                                             | 41:32,2 (0+0+0+0) | Габриэла Соукалова Чехия                                                  | +23,2 (0+0+0+1) | Кайса Мякяряйнен Финляндия                                               | +24,4 (0+1+1+0) |
| Спринт 7,5 км              | Мари Дорен-Абер Франция                                                             | 22:16,8 (0+1)     | Вероника Новаковская-Жемняк Польша                                        | +9,6 (0+0)      | Валя Семеренко Украина                                                   | +19,7 (0+1)     |
| Гонка преследования 10 км  | Мари Дорен-Абер Франция                                                             | 30:07,7 (0+0+2+1) | Лаура Дальмайер Германия                                                  | +15,3 (1+0+0+1) | Вероника Новаковская-Жемняк Польша                                       | +31,6 (0+1+2+0) |
| Масс-старт 12,5 км         | Валя Семеренко Украина                                                              | 34:32,9 (0+0+0+0) | Франциска Пройс Германия                                                  | +6,2 (0+0+0+1)  | Карин Оберхофер Италия                                                   | +12,6 (1+1+0+0) |
| Эстафета 4×6 км            | Германия · Франциска Хильдебранд · Франциска Пройс · Ванесса Хинц · Лаура Дальмайер | 1:11:54,6 (0+6)   | Франция · Анаис Бескон · Энора Латюльер · Жюстин Брезаз · Мари Дорен-Абер | +1:00,3 (1+9)   | Италия · Лиза Виттоцци · Карин Оберхофер · Николь Гонтье · Доротея Вирер | +1:06,1 (0+9)   |

### Смешанная дисциплина
| Дисциплина                           | Золото                                                                           | Золото          | Серебро                                                                       | Серебро     | Бронза                                                                              | Бронза      |
| ------------------------------------ | -------------------------------------------------------------------------------- | --------------- | ----------------------------------------------------------------------------- | ----------- | ----------------------------------------------------------------------------------- | ----------- |
| Смешанная эстафета 2×6 км + 2×7,5 км | Чехия · Вероника Виткова · Габриэла Соукалова · Михал Шлезингр · Ондржей Моравец | 1:20:27,2 (0+8) | Франция · Анаис Бескон · Мари Дорен-Абер · Жан-Гийом Беатрикс · Мартен Фуркад | +20,2 (0+8) | Норвегия · Фанни Велле-Странн Хурн · Тириль Экхофф · Йоханнес Тиннес Бё · Тарьей Бё | +27,7 (1+3) |